# Schlacht am Kapelsche Veer
Im Zweiten Weltkrieg kam es im Winter 1944/45 an der Westfront beim Kapelsche Veer in Noord-Brabant, in der Nähe des Dorfes Capelle an der Maas zu einer Schlacht zwischen der deutschen Wehrmacht und vorrückenden alliierten Truppen. Die Schlacht dauerte etwa fünf Wochen und fand unter extremen winterlichen Bedingungen statt. Beide Seiten verloren insgesamt etwa 1200 Mann (Tod, vermisst, Verwundung, Kriegsgefangenschaft).

## Kapelsches Veer
Nachdem am 9. November 1944 die Alliierten Noord-Brabant von Süden kommend von Wehrmachtstruppen „gesäubert“ hatten, wurde die Maas zur Frontlinie. In der Nacht vom 8. auf den 9. November waren auf der Insel Kapelsches Veer deutsche Patrouillen unterwegs. Sie kamen von Norden aus dem Dorf Dussen und von Süden aus dem Dorf Sprang Capelle. Sie bemerkten, dass die Alliierten die Insel und die umliegenden Polder nicht dauerhaft besetzt hatten, und bildeten einen Brückenkopf. Sie besetzten die dortigen Häuser und begannen, Verteidigungsstellungen anzulegen. Das Gelände bot ihnen natürliche Deckung.

Im November und bis Mitte Dezember war die Insel der Ausgangspunkt deutscher Patrouillen in die Umgebung.

## Fall Braun
Als das Datum des Beginns der Ardennenoffensive – 16. Dezember – näherrückte,

wurde der Brückenkopf Kapelsches Veer in die Planungen aufgenommen und die dortigen Stellungen wurden verstärkt. In den besetzten Niederlanden waren zu dieser Zeit noch etwa 125.000 deutsche Soldaten stationiert. Der deutsche Fallschirmjäger-General Kurt Student beschloss, den Brückenkopf nicht zu räumen. Er wollte so viele alliierte Truppen wie möglich an der Maas binden und so die Ardennenoffensive mittelbar unterstützen („Fall Braun“). Zudem sollten unerfahrene deutsche Truppenteile dort Gefechtserfahrung sammeln. Der britische General Sir John Crocker hingegen wollte den deutschen Brückenkopf um jeden Preis einnehmen. Insofern gilt die Schlacht auch als ein „Prestigeduell“ zwischen den beiden beteiligten Generälen.

## Angriff
Ein erster Angriff der 1. Polnischen Panzerdivision in der Nacht vom 30. auf den 31. Dezember scheiterte bei sehr hohen Verlusten für die Angreifer. In der Nacht vom 6. auf den 7. Januar 1945 unternahmen die Polen einen zweiten Angriff. Die Polen verloren diesmal 134 Mann, davon 34 Gefallene. Inzwischen war absehbar, dass die deutsche Ardennenoffensive missglückt war.

Eine britische Eliteeinheit, das 47. Royal Marine Commando, griff in der Nacht vom 13. auf den 14. Januar – ebenfalls erfolglos – an („Operation Horse“). Sie verloren 49 Mann, darunter 9 Norweger.
Nun wurde ein Angriff durch die 4. Panzerdivision vorbereitet. Sie unternahm am 26. Januar tagsüber einen Angriff. 60 Mann mit Kanus paddelten die Bergsche Maas hinunter, um dem Brückenkopf in den Rücken zu fallen. Die Gefechte hielten fünf Tage an. Am frühen Morgen des 31. Januar zogen sich die Deutschen aus dem Brückenkopf zurück. Die Kanadier verloren bei der Operation 240 Mann, davon 76 Gefallene.